# Barbara Harrisson

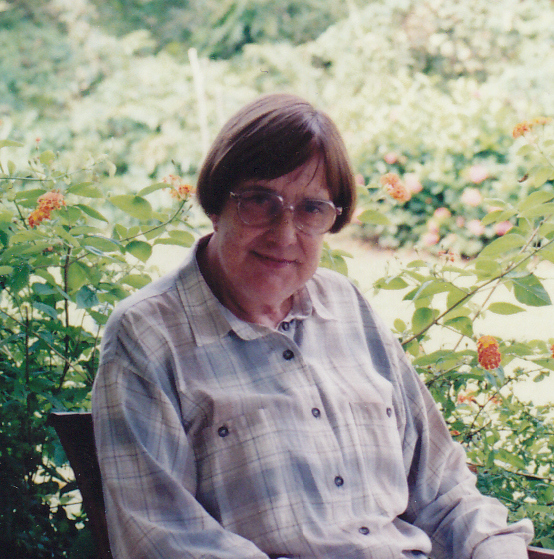
Barbara Harrisson (1995)

Barbara Veronika Gertrud Maria Elisabeth Harrisson, geborene Güttler (geboren am 20. Mai 1922 in Reichenstein, Landkreis Frankenstein, Provinz Niederschlesien; gestorben am 26. Dezember 2015 in Jelsum, Niederlande) war eine deutsch-britische Kunsthistorikerin, die wissenschaftlich auch auf den Gebieten Naturschutz, Primatologie, Anthropologie und Archäologie arbeitete.

## Ausbildung und frühe berufliche Aktivitäten
Barbara Güttler, ab 1956 verheiratete Harrisson, wurde als Tochter des Bergbauunternehmers und Kunstsammlers Gerhart Güttler (1889–1966) und seiner Frau Clara (geborene Haselbach, 1897–1972) geboren. 1926 zog die Familie von Reichenstein nach Berlin. Nach Abitur und Reichsarbeitsdienst begann sie 1941 mit dem Studium der Kunstgeschichte in Berlin, wurde aber nach wenigen Wochen zum Kriegsdienst eingezogen und während des Zweiten Weltkrieges als Sekretärin für die deutsche Abwehr in Berlin, Paris und Breslau eingesetzt. Von ihren drei Brüdern überlebte nur ihr jüngerer Bruder den Krieg. Ab 1945 arbeitete sie in Frankfurt am Main für die Auflösung von Kartellstrukturen der IG Farben. Im Jahr 1951 heiratete sie Eberhard Friedrich Brünig (geb. 1926), der eine Ausbildung im Forstwesen absolvierte.

## Karriere
Ab 1953 änderte sich ihre berufliche Entwicklung. Während ihrer Aufenthalte in Asien, Amerika, Australien und schließlich wieder Europa arbeitete und lehrte sie auf den Gebieten Naturschutz, Primatologie, Anthropologie, Archäologie und Kunstgeschichte.

### Sarawak (Borneo)
1953 ging sie mit ihrem Ehemann Eberhard Brünig, der eine Stelle im britischen Kolonialdienst angenommen hatte – er wurde später ein Tropenwald-Experte – nach Kuching/Sarawak auf Borneo. Dort begann sie für den Briten Tom Harrisson (1911–1976) zu arbeiten, den Kurator des Sarawak Museums, einen „romantischen Universalgelehrten, trunkenen Raufbold, querdenkenden Bilderstürmer, miserablen Ehemann und Vater und furchtlosen Abenteurer“ mit einem breitgefächerten Interessenspektrum; sie heirateten im Jahr 1956.

#### Naturschutz
Das Ehepaar Harrisson war auf den verschiedensten Tätigkeitsfeldern aktiv. So initiierten es Projekte zum Schutz von Meeresschildkröten und Orang-Utans in der Umgebung des Bako-Nationalparks. Barbara Harrisson leistete Pionierarbeit bei der Aufzucht und Rehabilitation junger Orang-Utans, die aufgrund der Abholzung der Regenwälder ihre Mütter und ihr Habitat verloren hatten. Diese Aktivitäten führten später zur Gründung von Reservaten wie dem Orang Utan Rehabilitation Center in Sepilok/Sabah in Sabah (seit 1964) und dem Gunung Leuser National Park in Sumatra (seit 1980) und trugen entscheidend zur Erhaltung dieser Spezies bei.
Im Jahr 1973 wurde Barbara Harrisson leitendes Mitglied der International Primate Protection League (IPPL); noch 2015 gehörte sie dem Beratergremium an. Ihr Interesse erstreckte sich auch auf die Einschränkung des Handels mit bedrohten Arten, weshalb sie am CITES-Abkommen (Convention on International Trade in Endangered Species of Wild Fauna and Flora) entscheidend mitarbeitete. Die erste Version erschien 1963, 1973 erfolgten die Unterschriften und am 1. Juli 1975 trat es in Kraft.

#### Archäologie und Anthropologie

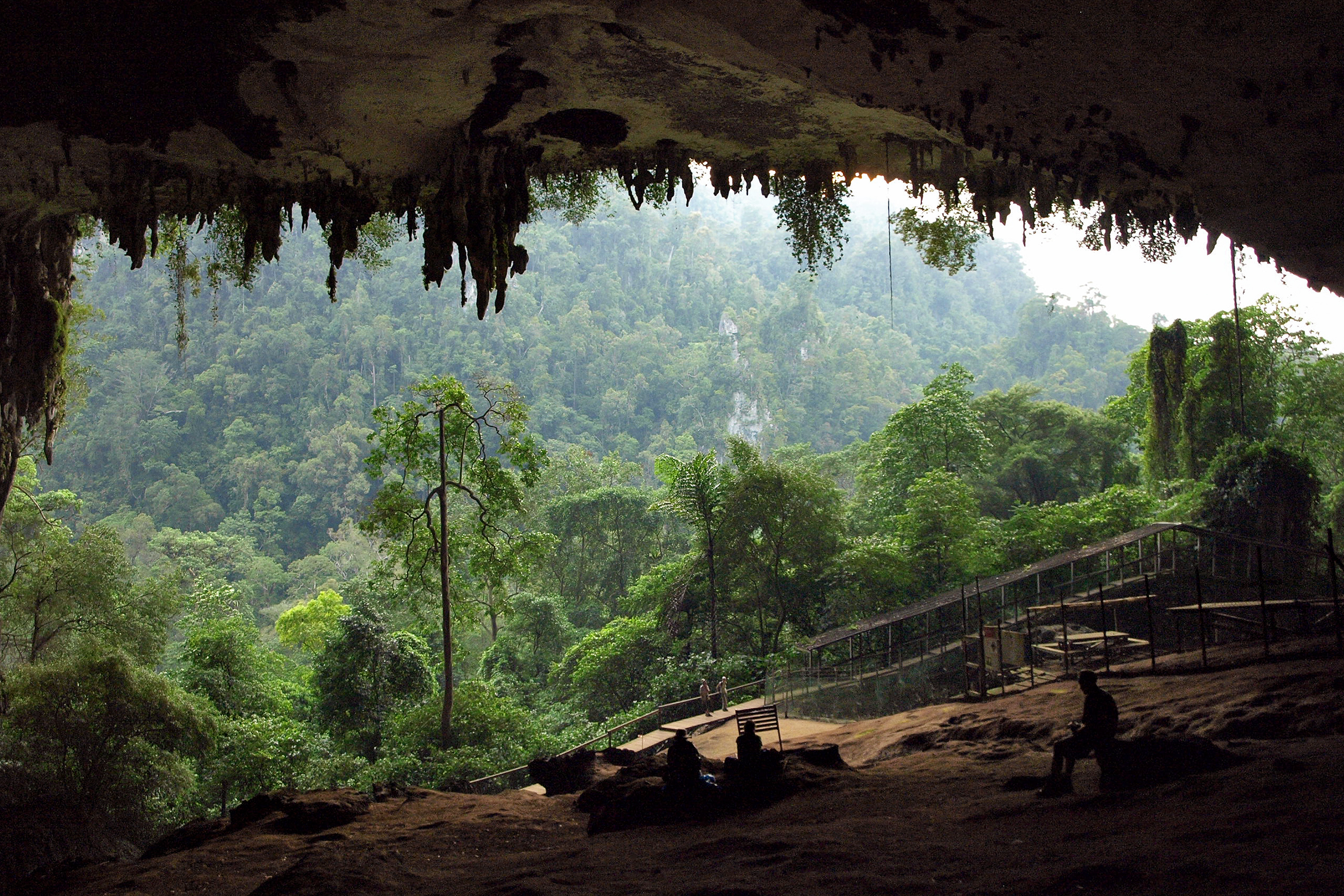
Eingang der Niah Great Cave

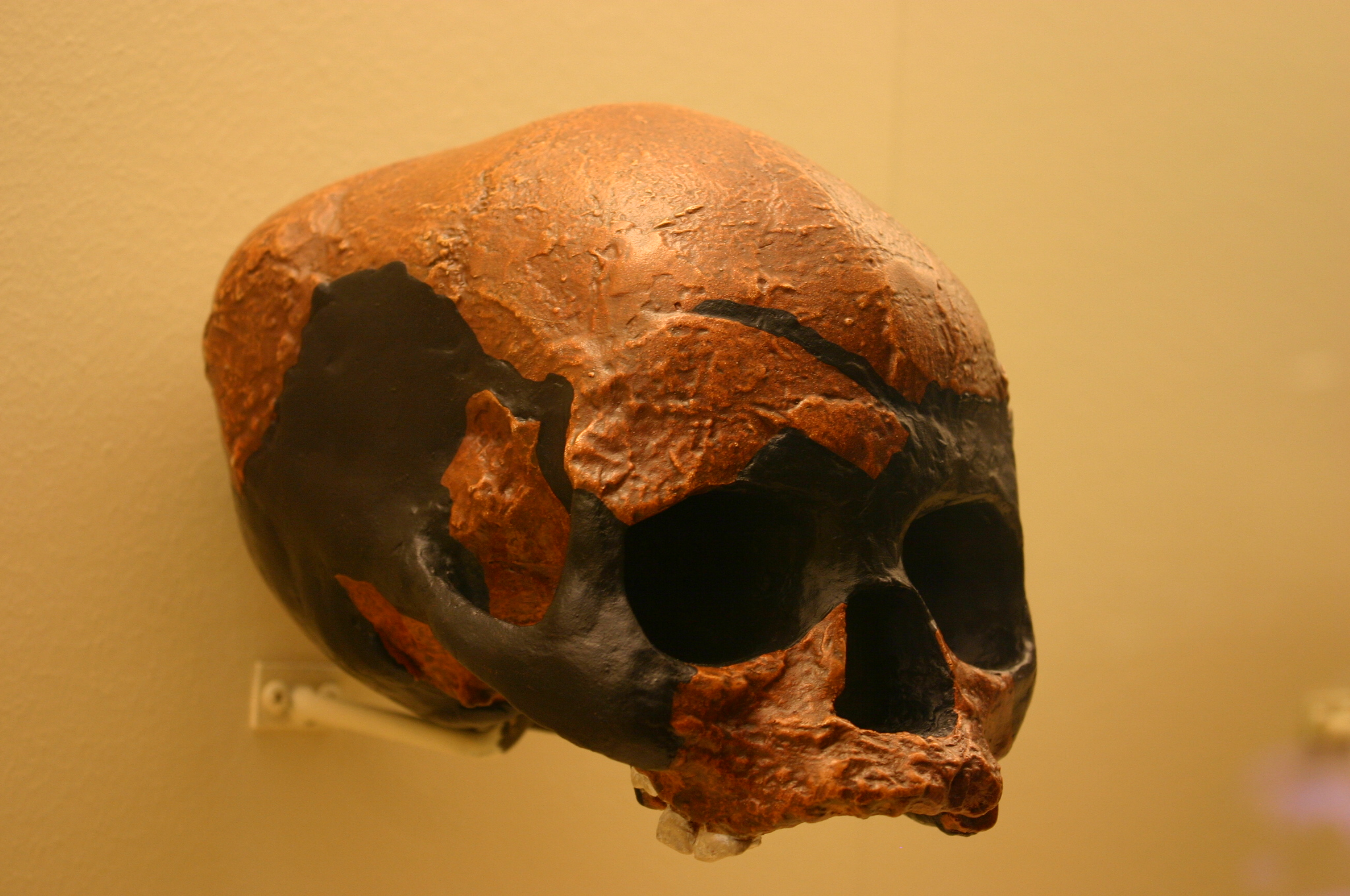
„Deep Skull“ (Homo-sapiens-Schädel aus der Niah Great Cave)

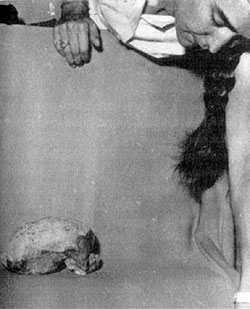
Barbara Harrisson und der „Deep Skull“ aus der Niah Great Cave (Dezember 1958)

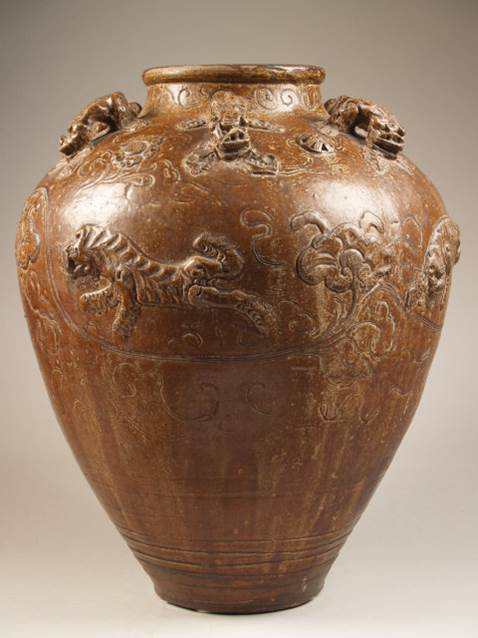
Heirloom jar (Martaban) aus Borneo. Diesen Krug, ein Geschenk, besaß Barbara Harrisson seit 1960. Heute befindet er sich im Princessehof

Das Hauptinteresse von Tom und Barbara Harrisson galt der Archäologie und Anthropologie. Hervorzuheben sind ihre grundlegenden Grabungen in der Karsthöhle von Niah – gegenwärtige Forschungsprojekte dort basieren auf ihren Aufzeichnungen. Ihr Hauptfund erfolgte am 7. Februar 1958 an der westlichen Öffnung der Niah Great Cave, wo sie im „Hell Trench H/6“ in etwa 2,5 Meter Tiefe einen modernen menschlichen Schädel fanden. Dessen Alter wurde durch Radiokarbondatierung auf 39.000 bis 45.000 Jahre bestimmt, was damals mit Skepsis aufgenommen, aber mittlerweile mehrfach bestätigt wurde: Dieser als „Deep Skull“ bezeichnete Schädel ist das derzeit früheste Zeugnis des anatomisch modernen Menschen auf den Inseln Südostasiens.
Barbara Harrisson – nach wie vor ohne formale Ausbildung – leitete die Ausgrabungen teilweise selbstständig, wobei ihr Interesse vor allem den Keramikfunden galt, und führte Expeditionen zu anderen Höhlen durch. Ihre Ergebnisse sind Gegenstand zahlreicher Publikationen.

### Ithaca (USA)
Nach Tom Harrissons Pensionierung als Kurator des Sarawak Museums im Jahr 1966 ging das Ehepaar 1967 nach Ithaca (USA), wo Tom eine Dozentenstelle im Südostasien-Programm der Cornell University annahm. Als er Barbara Harrisson zugunsten einer anderen Frau verließ, übernahm sie – noch immer ohne formale Ausbildung – seine Seminare. 1972 schließlich begann sie ihre eigene Universitätsausbildung als Kunsthistorikerin, die sie mit dem Master-Abschluss 1974 beendete. Ihre Zeit in Ithaca war durch zahlreiche Aufenthalte in Südostasien unterbrochen. Dort begann sie auch ihre Dissertation Heirloom Jars of Borneo unter Stanley O’Connor, Professor für Südostasiatische Kunstgeschichte an der Cornell University, die sie 1984 zum Abschluss brachte.

### Perth (Australien)
Im Jahr 1976 nahm Barbara Harrisson eine Dozentur am Asia Department des Western Australia Institute of Technology der University of Western Australia an.

### Leeuwarden (Niederlande)

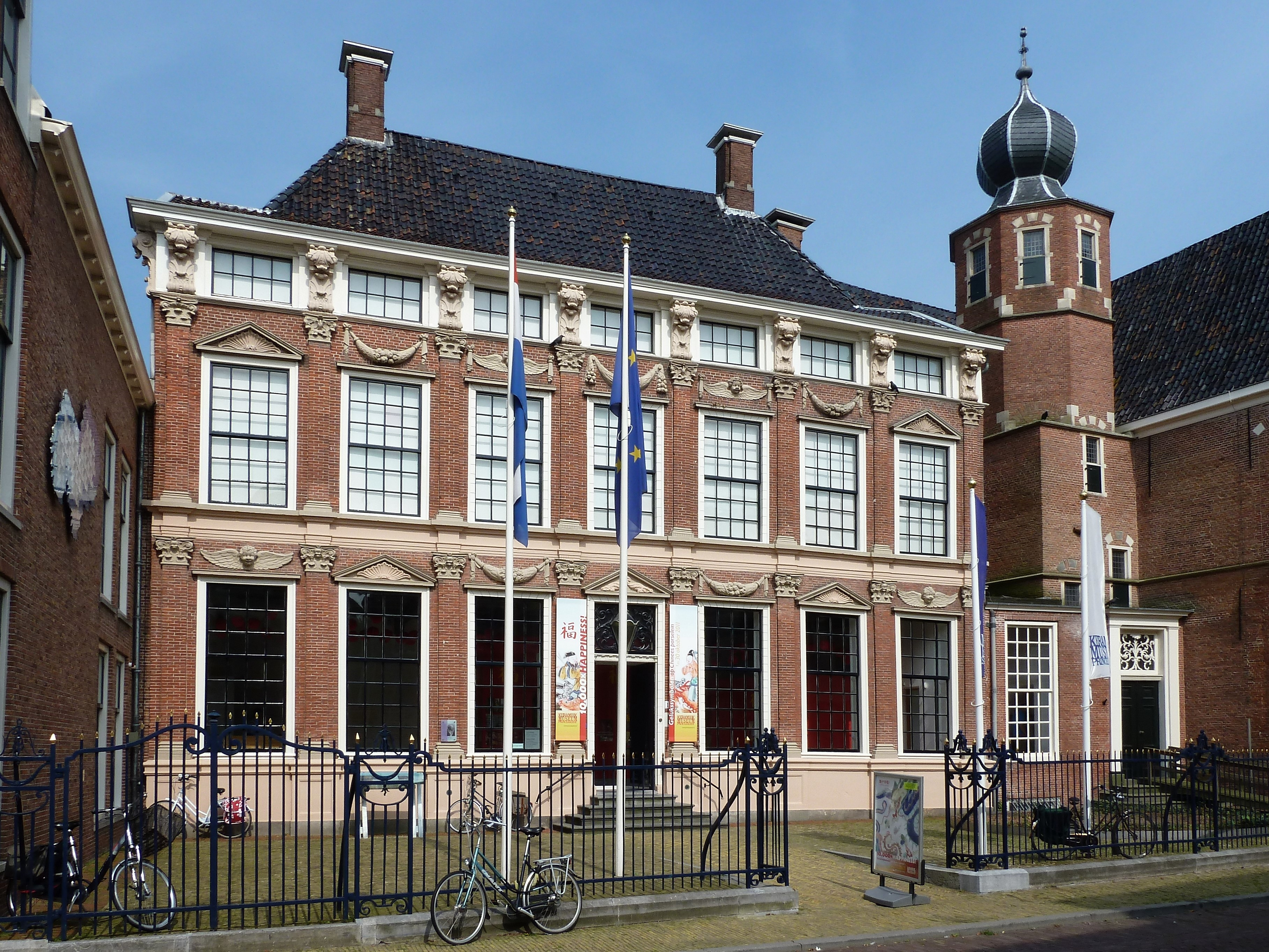
Keramiekmuseum Princessehof in Leeuwarden

1977 wurde Harrisson als Direktorin an den Princessehof in Leeuwarden, Niederlande, berufen, ein renommiertes Keramikmuseum, das durch ihre erfolgreiche Arbeit mit zahlreichen Ausstellungen und Publikationen eine weitere Aufwertung erfuhr. Ihr Hauptinteresse galt nach wie vor den Sammlungen von Martaban sowie von Zhangzhou (Swatow)-Porzellan.
Nach ihrer Pensionierung 1987 setzte sie ihre wissenschaftliche Arbeit fort. In ihren letzten Lebensjahren war sie – nahezu blind – mit der Abfassung ihrer Autobiographie beschäftigt.

## Auszeichnungen
- 1973:      Ehrendoktorat  der Tulane University, USA, für ihre Verdienste um den Naturschutz
- 1972/73:   American Motors Conservation Award[11]
- 1975:      Lauriston Sharp Prize für ihre Leistungen am SEAP[12]

## Publikationen
Die folgende Auflistung von Barbara Harrissons Publikationen ist eine Auswahl von Büchern, Artikeln und Beschreibungen von Keramiksammlungen in Museen.

### Kunstgeschichte
- Barbara Harrisson: European Trade Ceramics in the Brunei Museum, The Brunei Museum Journal Bd. 3(1), S. 66–87 (1973).
- Barbara Harrisson: Swatow in the Princessehof, Leeuwarden, Princessehof Museum (1978).
- Barbara Harrisson: Oriental Celadon: The Princessehoff Collection, Leeuwarden, Princessehof Museum (1978).
- Barbara Harrisson: Kraakporselein, Leeuwarden, Princessehof Museum (1981).
- Barbara Harrisson: Asian Ceramics in the Princessehof: An Introduction, Leeuwarden, Princessehof Museum (1986).
- Barbara Harrisson (basierend auf ihrer Dissertation): Pusaka: Heirloom Jars of Borneo, Singapore, Oxford University Press (1986), ISBN 978-0-19-582654-8.
- Barbara Harrisson: Later Ceramics in South-East Asia: Sixteenth to Twentieth Centuries, Kuala Lumpur, Oxford University Press (1996), ISBN 978-967-65-3112-4.
- Barbara Harrisson: Ceramic Trade across the South China Sea, Journal of the Malaysia Branch of the Royal Asiatic Society Bd. 76(1), S. 99–114 (2003).

### Archäologie und Anthropologie
- Barbara Harrisson: Niah´s Lobang Tulang ("Cave of Bones"), Sarawak Museum Journal, Bd. VIII,12, S. 596–619 (1958).
- Barbara Harrisson: A Classification of Stone Age Burials from Niah Great Cave, Sarawak, Sarawak Museum Journal, Bd. XV,30-31, S. 126–200 (1967).
- Barbara Harrisson: Classification of Archaeological Trade Ceramics from Kota Batu, Brunei Museum Journal, Bd. 2(1), S. 114–187 (1970).
- Tom and Barbara Harrisson: The Prehistory of Sabah, Sabah Society Journal 4, Monograph (1970).
- Barbara Harrisson: Kain Hitam: The Painted Cave, in: G. Barker and L. Farr (Hrsg.): Archaeological Investigations in the Niah Caves, Sarawak. Archaeology of the Niah Caves, Sarawak, Bd. 2, Cambridge, McDonald Institute for Archaeological Research, McDonald Institute Monographs, S11-S19 (2016).

### Primatologie und Naturschutz
- Barbara Harrisson: A Study of Orang-Utan Behaviour in the Semi-wild State, Sarawak Museum Journal, Bd. IX,15-16, S. 422–447 (1960).
- Barbara Harrisson: Orang-Utan, London: Collins (1962), Singapore: Oxford University Press (1987) dt.: Kinder des Urwalds. Meine Arbeit mit Orang-Utans auf   Borneo, Wiesbaden: Brockhaus (1964), Fischer Taschenbuch-Verlag (1979), ISBN 3-596-23510-3.
- Barbara Harrisson: Education to Wild Living of Young Orang-Utans at Bako National Park, Sarawak, Sarawak Museum Journal, Bd. XI,21-22, S. 220–258 (1963)
- Barbara Harrisson: Conservation of Non-Human Primates in 1970, Primates in Medicine, Bd. 5, S. 98 ff. (1971)
- Barbara Harrisson: International Proposal to Regulate Trade in Non-Human Primates, Primates, Bd. 13(1), S. 111–114 (1972) doi:10.1007/BF01757942